# Campeonato Amazonense 2007
In 2007 werd het 91ste Campeonato Amazonense gespeeld voor clubs uit Braziliaanse staat Amazonas. De competitie werd georganiseerd door de FAF en werd gespeeld van 1 maart tot 27 mei. Nacional werd kampioen. De clubs Cliper en Grêmio Coraiense waren hun licentie verloren en speelden dit jaar niet meer in de hoogste afdeling. 

## Eerste Toernooi
| Plaats | Club                 | Wed. | W | G | V | Saldo | Ptn. |
| ------ | -------------------- | ---- | - | - | - | ----- | ---- |
| 1.     | Fast Clube           | 7    | 5 | 1 | 1 | 29:10 | 16   |
| 2.     | Nacional             | 7    | 5 | 0 | 2 | 15:8  | 15   |
| 3.     | Princesa do Solimões | 7    | 4 | 2 | 1 | 20:9  | 14   |
| 4.     | São Raimundo         | 7    | 4 | 2 | 1 | 17:9  | 14   |
| 5.     | Rio Negro            | 7    | 4 | 0 | 3 | 17:16 | 12   |
| 6.     | Sul América          | 7    | 2 | 0 | 5 | 11:23 | 6    |
| 7.     | Libermorro           | 7    | 1 | 0 | 6 | 5:21  | 3    |
| 8.     | América              | 7    | 0 | 1 | 6 | 7:25  | 1    |

|  | Gekwalificeerd voor finale |

## Tweede toernooi

### Eerste fase

#### Groep 1
| Plaats | Club         | Wed. | W | G | V | Saldo | Ptn. |  |
| ------ | ------------ | ---- | - | - | - | ----- | ---- |  |
| 1.     | São Raimundo | 3    | 2 | 0 | 1 | 8:2   | 6    |  |
| 2.     | Rio Negro    | 3    | 2 | 0 | 1 | 9:8   | 6    |  |
| 3.     | Fast Clube   | 3    | 2 | 0 | 1 | 5:4   | 6    |  |
| 4.     | América      | 3    | 0 | 0 | 3 | 5:13  | 0    |  |

|  | Gekwalificeerd voor tweede fase |

#### Groep 2
| Plaats | Club                 | Wed. | W | G | V | Saldo | Ptn. |
| ------ | -------------------- | ---- | - | - | - | ----- | ---- |
| 1.     | Princesa do Solimões | 3    | 2 | 1 | 0 | 10:3  | 7    |
| 2.     | Nacional             | 3    | 2 | 1 | 0 | 7:3   | 7    |
| 3.     | Sul América          | 3    | 1 | 0 | 2 | 4:12  | 3    |
| 4.     | Libermorro           | 3    | 0 | 0 | 3 | 7:10  | 0    |

|  | Gekwalificeerd voor tweede fase |

### Tweede fase
De wedstrijd Princesa - Rio Negro werd in de zestiende minuut van de tweede helft gestaakt bij een 0-1 stand omdat de spelers van Rio Negro het niet eens waren met een strafschop toegekend aan Princesa, later werd Princesa tot winnaar uitgeroepen. 
|  | Halve finale | Halve finale |   |  | Finale   | Finale |  |
|  |              |              |   |  |          |        |  |
|  |              |              |   |  |          |        |  |
|  | Princesa     | 0            |   |  |          |        |  |
|  | Rio Negro    | 1            |   |  |          |        |  |
|  |              |              |   |  |          |        |  |
|  |              |              |   |  |          |        |  |
|  |              |              |   |  | Princesa | 1      |  |
|  |              | Nacional     | 2 |  |          |        |  |
|  |              |              |   |  |          |        |  |
|  |              |              |   |  |          |        |  |
|  |              |              |   |  |          |        |  |
|  |              |              |   |  |          |        |  |
|  | Nacional     | 4            |   |  |          |        |  |
|  | São Raimundo | 3            |   |  |          |        |  |

## Finale
Bij gelijkspel werd Nacional kampioen, door een betere prestatie in de competitie.
|             |            |       |             |  |
| 24 mei Heen | Fast Clube | 1 – 1 | Nacional FC |  |
| 24 mei Heen |            |       |             |  |

|              |             |       |            |  |
| 27 mei Terug | Nacional FC | 2 – 2 | Fast Clube |  |
| 27 mei Terug |             |       |            |  |

### Kampioen
| Campeonato Amazonense de 2007 |
| Amazonas                      |
| ----------------------------- |
| NACIONAL Kampioen (40° titel) |